# Élections législatives santoméennes de 2014
Les élections législatives santoméennes de 2014 se déroulent le 12 octobre 2014 à Sao Tomé-et-Principe.
Le résultat est une victoire de l'Action démocratique indépendante (ADI), dirigée par Patrice Trovoada, obtenant 33 sièges sur 55 à l'Assemblée nationale. Le taux de participation est de 74,9 %.
Des élections se déroulent simultanément dans les six municipalités de Sao Tomé, toutes remportées par l'ADI, ainsi que dans la région autonome de Principe,,.

## Contexte
Les élections législatives de 2010 se soldent par une victoire de l'Action démocratique indépendante, sans majorité claire toutefois. Le dirigeant du parti Patrice Trovoada forme, en conséquence, un gouvernement minoritaire. 
En décembre 2012, le Président de la République Manuel Pinto da Costa (indépendant, ancien membre du Mouvement pour la libération de Sao Tomé-et-Principe – Parti social-démocrate, MLSTP-PSD) le démet de ses fonctions à la suite d'un vote de défiance de l'Assemblée nationale. Il nomme ensuite Gabriel Costa en tant que nouveau premier ministre, ce dernier étant soutenu par tous les partis représentés à l'Assemblée, à l'exception de l'ADI. 
Peu de temps après son limogeage, Patrice Trovoada part en exil volontaire au Portugal, affirmant faire l'objet de persécutions politiques.

## Campagne électorale

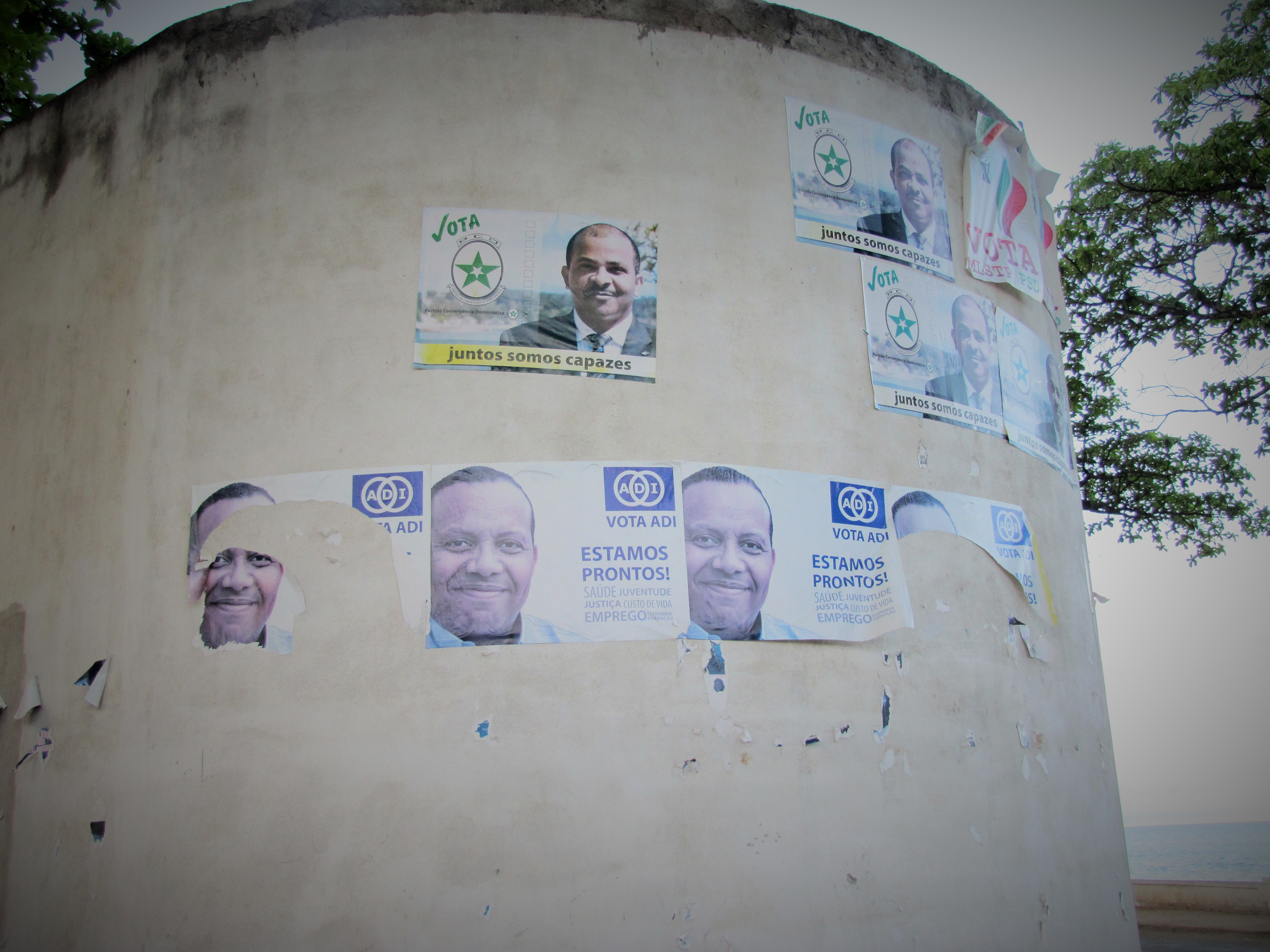
Affiches électorales à Sâo Tomé.

Le dirigeant de l'ADI, Patrice Trovoada, rentre au pays avant le jour du scrutin mais après deux années d'exil au Portugal. Il appelle les électeurs à soutenir son parti pour assurer la stabilité du pays. Le MLSTP-PSD déclare que l'achat de voix n'a pas sa place dans une démocratie et demande à l'ensemble des partis de respecter le processus électoral. Le Parti de convergence démocratique, quant à lui, promet de construire un pays « juste » en créant des emplois et en éradiquant la pauvreté.

## Résultats
La mission d'observation des élections de l'Union africaine et la Communauté des pays de langue portugaise (CPLP) ont été chargées de surveiller le scrutin. Dans son rapport, la CPLP indique que les élections ont été « transparentes, libres et équitables, et se sont déroulées de manière ordonnée ». Elle mentionne certains incidents mais estime qu'il est peu probable que ceux-ci aient pu avoir une incidence sur les résultats finaux. 

### Résultats nationaux
|                           |                                                                               |        |       |        |               |  |  |  |  |
| Parti                     | Parti                                                                         | Voix   | %     | Sièges | +/-           |  |  |  |  |
|                           | Action démocratique indépendante                                              | 35 267 | 52,58 | 33     | 7             |  |  |  |  |
|                           | Mouvement pour la libération de Sao Tomé-et-Principe – Parti social-démocrate | 16 573 | 24,71 | 16     | 5             |  |  |  |  |
|                           | Parti de convergence démocratique                                             | 7 342  | 10,95 | 5      | 2             |  |  |  |  |
|                           | Mouvement pour les forces de changement démocratique - Parti libéral          | 2 217  | 3,30  | 0      | 1             |  |  |  |  |
|                           | Plateforme nationale pour le développement de Sao Tomé-et-Principe            | 2 207  | 3,29  | 0      | Nv.           |  |  |  |  |
|                           | Parti de la stabilité et du progrès social                                    | 1 655  | 2,47  | 0      | Nv.           |  |  |  |  |
|                           | Union des démocrates pour la citoyenneté et le développement                  | 1 252  | 1,87  | 1      | 1             |  |  |  |  |
|                           | Union nationale pour la démocratie et le progrès (en)                         | 163    | 0,24  | 0      | en stagnation |  |  |  |  |
|                           | Parti des travailleurs santoméens (en)                                        | 138    | 0,20  | 0      | en stagnation |  |  |  |  |
|                           | Coalition démocratique de l'opposition                                        | 98     | 0,15  | 0      | en stagnation |  |  |  |  |
|                           | Front chrétien-démocrate (en)                                                 | 95     | 0,14  | 0      | en stagnation |  |  |  |  |
|                           | Mouvement socialiste                                                          | 68     | 0,10  | 0      | en stagnation |  |  |  |  |
|                           |                                                                               |        |       |        |               |  |  |  |  |
| Suffrages exprimés        | Suffrages exprimés                                                            | 67 075 | 96,50 |        |               |  |  |  |  |
| Votes blancs et invalides | Votes blancs et invalides                                                     | 2 435  | 3,50  |        |               |  |  |  |  |
| Total                     | Total                                                                         | 69 510 | 100   | 55     | en stagnation |  |  |  |  |
| Abstentions               | Abstentions                                                                   | 23 280 | 25,09 |        |               |  |  |  |  |
| Inscrits / participation  | Inscrits / participation                                                      | 92 790 | 74,91 |        |               |  |  |  |  |

### Résultats par districts
| Parti                             | Parti                                                                         | Voix   | %     | Sièges | +/- |  |
| --------------------------------- | ----------------------------------------------------------------------------- | ------ | ----- | ------ | --- |  |
|                                   | Action démocratique indépendante                                              | 14 591 | 58,97 |        |     |  |
|                                   | Mouvement pour la libération de Sao Tomé-et-Principe – Parti social-démocrate | 5 891  | 23,81 |        |     |  |
|                                   | Parti de convergence démocratique                                             | 2 175  | 8,79  |        |     |  |
|                                   | Mouvement pour les forces de changement démocratique - Parti libéral          | 722    | 2,92  | 0      |     |  |
|                                   | Plateforme nationale pour le développement de Sao Tomé-et-Principe            | 631    | 2,54  | 0      | Nv. |  |
|                                   | Parti de la stabilité et du progrès social                                    | 571    | 2,31  | 0      | Nv. |  |
|                                   | Union nationale pour la démocratie et le progrès (en)                         | 50     | 1,40  | 0      |     |  |
|                                   | Parti des travailleurs santoméens (en)                                        | 39     | 0,16  | 0      |     |  |
|                                   | Coalition démocratique de l'opposition                                        | 30     | 1,11  | 0      |     |  |
|                                   | Front chrétien-démocrate (en)                                                 | 30     | 1,11  | 0      |     |  |
|                                   | Mouvement socialiste                                                          | 15     | 0,05  | 0      |     |  |
|                                   |                                                                               |        |       |        |     |  |
| Suffrages exprimés                | Suffrages exprimés                                                            | 24 745 | 97,27 |        |     |  |
| Votes blancs                      | Votes blancs                                                                  | 286    | 1,11  |        |     |  |
| Votes nuls                        | Votes nuls                                                                    | 409    | 1,61  |        |     |  |
| Total                             | Total                                                                         | 25 440 | 100   |        |     |  |
| Abstentions                       | Abstentions                                                                   | 10 991 | 30,17 |        |     |  |
| Nombre d'inscrits / participation | Nombre d'inscrits / participation                                             | 36 431 | 69,82 |        |     |  |

## Conséquences
José da Graça Diogo (ADI) est élu président de l'Assemblée nationale le 22 novembre 2014.